# Angophora costata
Angophora costata là một loài thực vật có hoa trong Họ Đào kim nương. Loài này được (Gaertn.) Hochr. ex Britten mô tả khoa học đầu tiên năm 1916.

## Hình ảnh

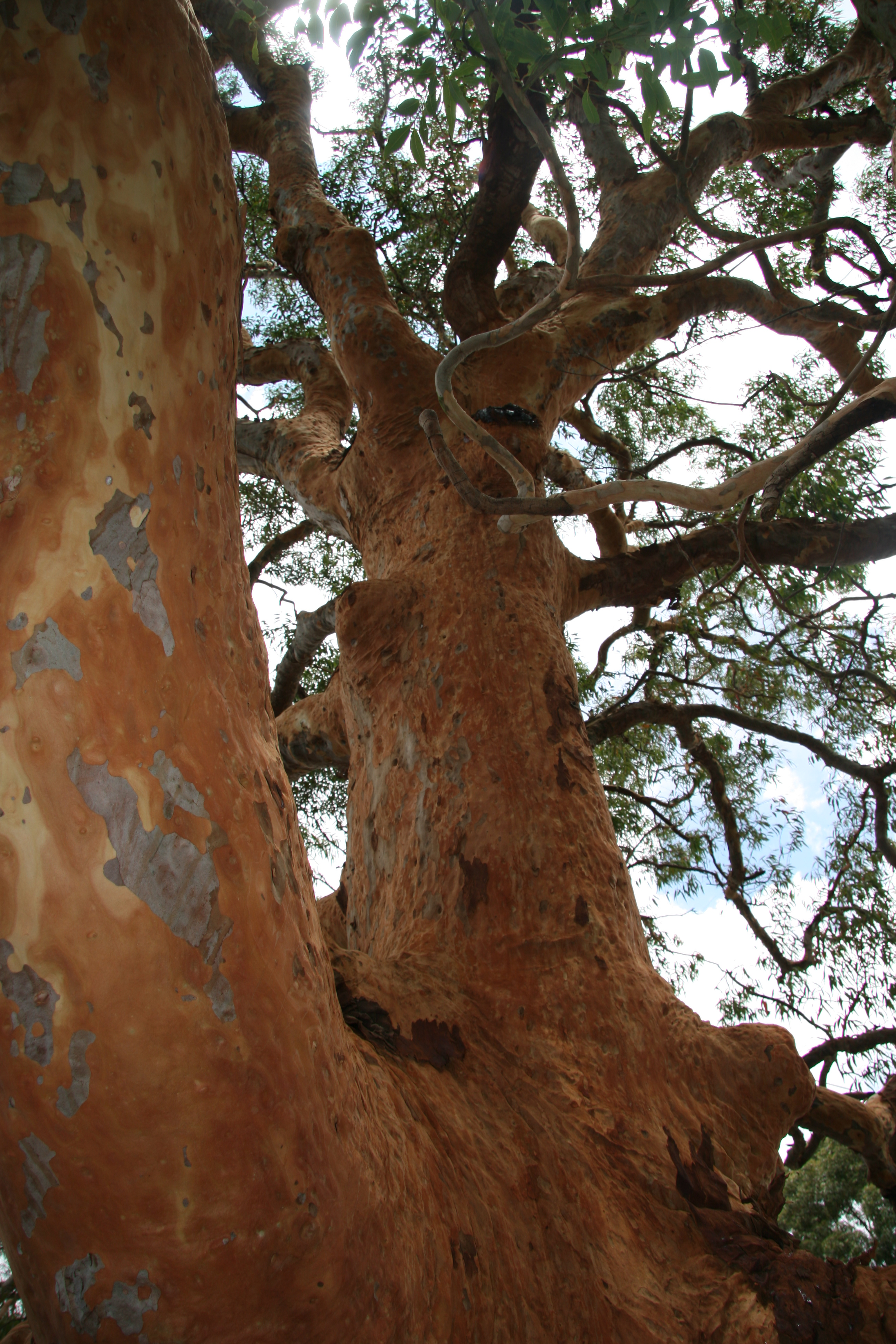
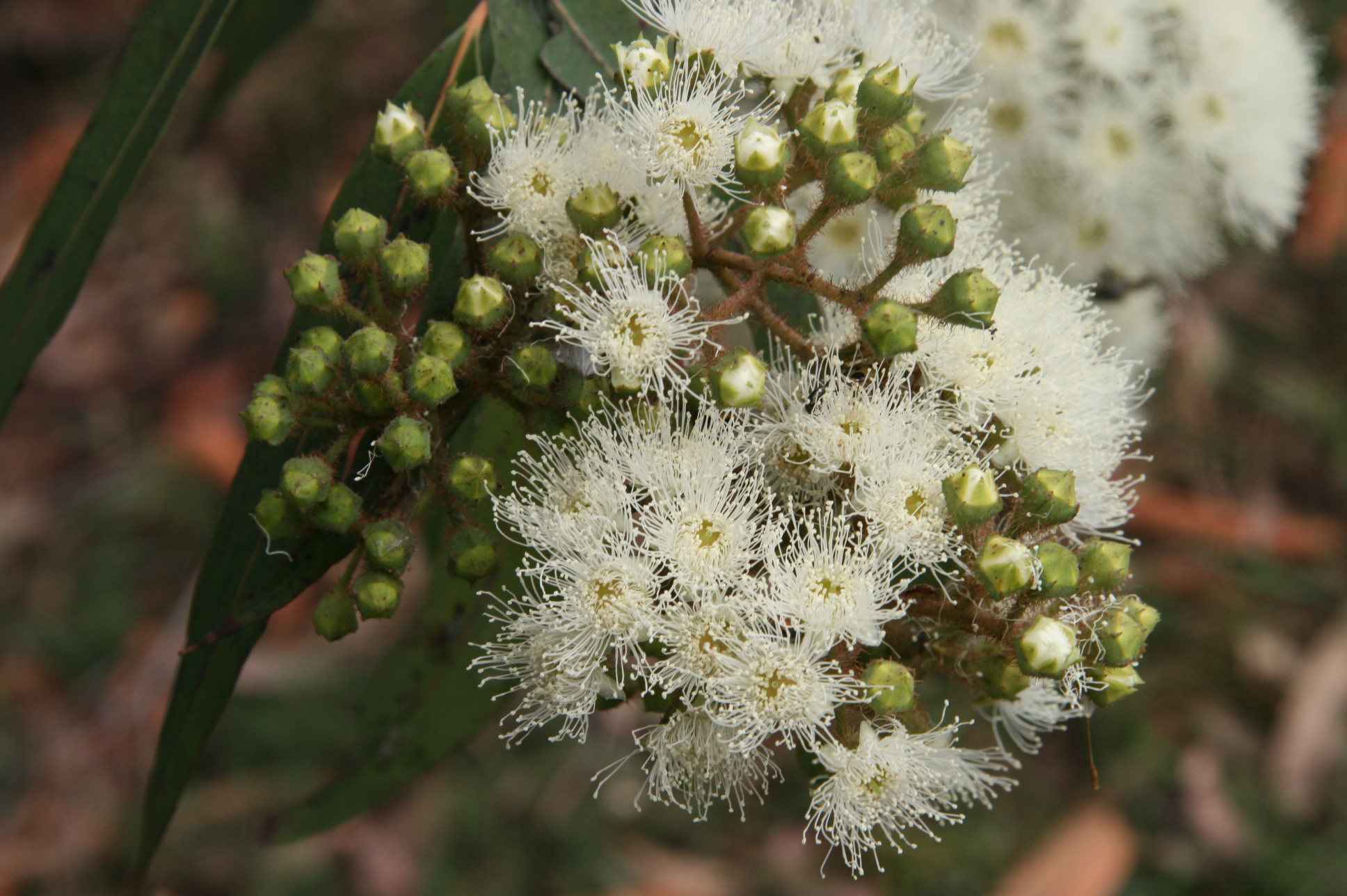
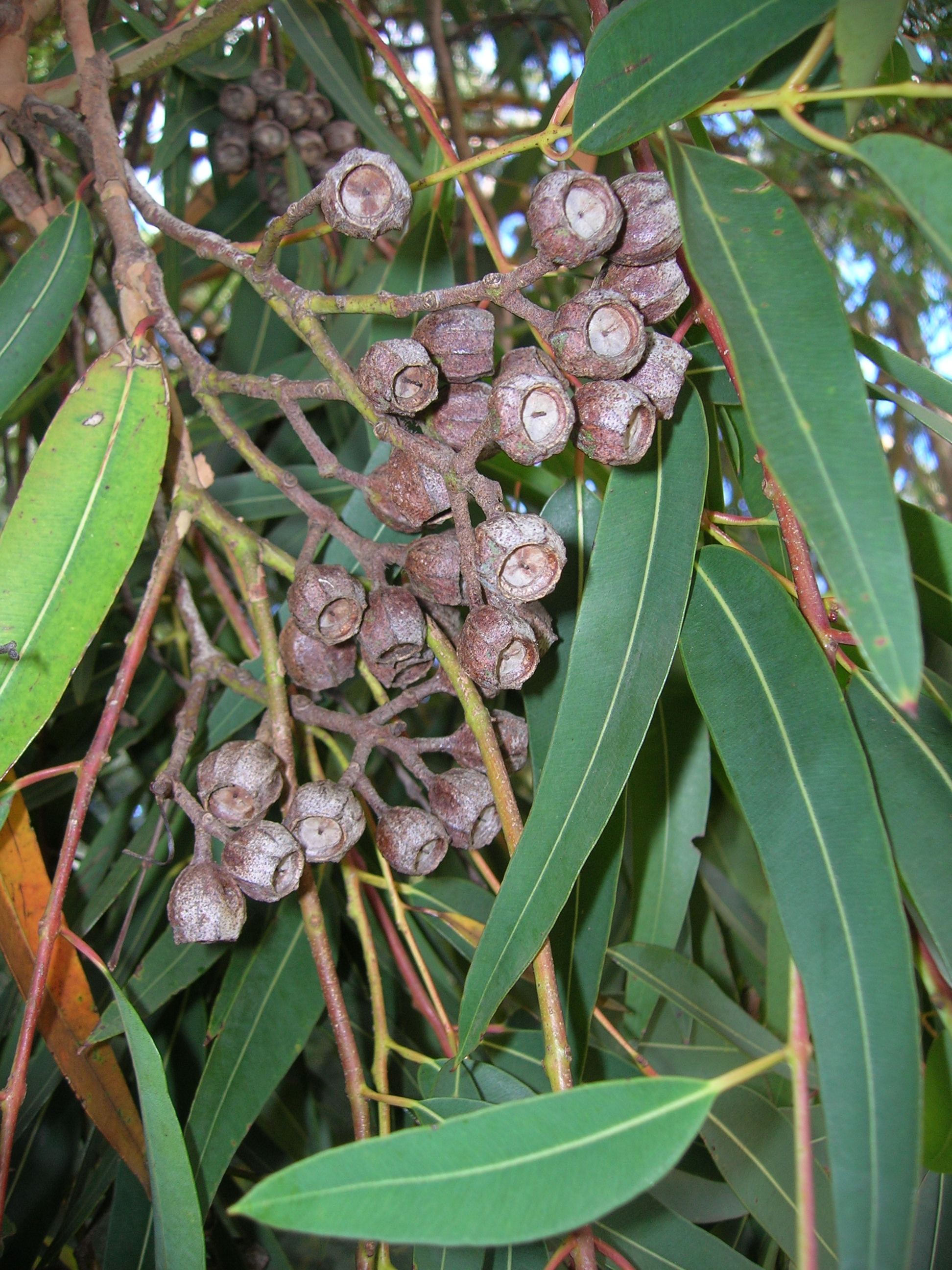